# Ulrich Klöti
Ulrich Klöti (* 5. Juni 1943 in Bern; † 5. Februar 2006 in Wermatswil bei Uster) war ein Schweizer Politikwissenschaftler.

## Leben
Nach seiner Matura in Neuchâtel studierte Ulrich Klöti Soziologie, Nationalökonomie und Politikwissenschaft an der Universität Bern, an der Princeton University und der University of Michigan in Ann Arbor, USA. 1972 wurde er mit einer Arbeit Die Chefbeamten der schweizerischen Bundesverwaltung – Soziologische Querschnitte in den Jahren 1938, 1955 und 1969 bei Erich Gruner promoviert. 1973 trat Klöti in den schweizerischen Bundesdienst ein und war Adjunkt im Direktionssekretariat der Bundeskanzlei.
1980 wurde Klöti als ausserordentlicher Professor auf den neu gegründeten Lehrstuhl für Innenpolitik und Vergleichende Politik an die Universität Zürich berufen. 1986 wurde er zum Ordinarius für Politische Wissenschaft und war in den Jahren 1988 bis 2000 auch Institutsleiter. Daneben engagierte er sich unter anderem in der Schweizerischen Akademie der Geistes- und Sozialwissenschaften, deren Vizepräsident er von 1991 bis 1997 war. Zudem war er Forschungsrat beim Schweizerischen Nationalfonds.
2004 wurde Klöti Prorektor der Universität Zürich für den Bereich Lehre. Zu seinen wichtigsten Engagements gehörte dabei die grundlegende Erneuerung der Studiengänge innerhalb der Umsetzung der Bologna-Reform.
Das von ihm (mit-)herausgegebene Handbuch der Schweizer Politik wurde zum Standardwerk.